# Check Point
Check Point Software Technologies Ltd. — компанія, що працює в сфері IT-безпеки. Розробляє програмні і апаратні системи, включаючи міжмережеві екрани і засоби організації віртуальних приватних мереж.
Заснована в 1993 в Рамат-Ган, Ізраїль. Нині - понад 4,300 працівників по всьому світу, більш 100000 користувачів. Всі компанії зі списку Fortune 100 і 98% з Fortune 500 використовують продукцію CheckPoint.
Центри розробки компанії знаходяться в Ізраїлі, Каліфорнії (ZoneAlarm), Швеції (колишній центр «Protect Data») і Білорусі. Офіси компанії також розташовані в США (Redwood City, штат Каліфорнія і Даллас, Texas area) і Канаді (Оттава, провінція Онтаріо).